# Аръс (езеро)
Вижте пояснителната страница за други значения на Аръс.
Арис (на казахски: Арыс, «голям, дълъг»; на руски: Арыс) е безотточно, горчиво-солено езеро в южната част на Казахстан, североизточната част на Къзълординска област. Площта му е 124,5 km² (по други данни – 146 km², 173 km²). Разположено е в западната част на полупустинната област Бетпак Дала, на 140 km на север-североизток от град Къзълорда, в падина на 53 m н.м. Дължината му е 21 km, а ширината – до 10 km, водосборният му басейн е 15 900 km². Дъното му е равно, покрито с дебел от 15 до 50 cm слой сол. Подхранва се от подземни източници, разположени в близост до бреговете или по дъното му. От 1968 г. периодично пресъхва през лятото.